# 마포아트센터
마포아트센터는 서울특별시 마포구 대흥동에 위치한 대한민국의 종합예술시설이다.